# Плюс коммуникейшнс
Plus communications (ООО «Плюс коммуникейшнс») — системный интегратор в области построения сетей передачи данных. Plus communications предлагает услуги по построению и сопровождению современных систем связи и распределенных телекоммуникационных систем: экспертизу и проектирование решений, поставку и инсталляцию оборудования, обучение специалистов, гарантийное обслуживание и ликвидацию неисправностей в системах.
«Плюс коммуникейшнс» заявляет, что является российским партнером производителей оборудования и программного обеспечения: компаний Cisco, Extreme Networks, Juniper, D-Link, HP, APC, Dell, Avaya, VMware, Polycom, Tandberg, Check Point и других.
Компания располагает сетевой лабораторией, в которой разрабатываемые компанией решения проходят предварительные испытания в реальных условиях и на реальной технике. Для этого в лаборатории на постоянной основе размещено практически все сложное оборудование, предлагаемое компанией.
На базе компании функционирует учебный центр, который в том числе является и локальной сетевой академией Cisco. 

Согласно заявлению компании, её заказчиками являются представители таких отраслей как связь и телекоммуникации, промышленность и транспорт, государство, финансовый сектор, предприятия сферы услуг, а также представители малого и среднего бизнеса.

## История
Компания ООО «Плюс коммуникейшнс», торговая марка «Plus communications» основана в 1992.
В первые годы компания работала на рынке сетевых и телекоммуникационных решений с использованием оборудования на тот момент основных игроков телекоммуникационного рынка, таких как U.S. Robotics, Motorola, RAD Data Communications, Cisco Systems, 3Com. Plus communications получила последовательно статусы: U.S. Robotics Authorized Distributor, Motorola Authorized Distributor, RAD Data Communications Authorized Partner, Cisco Systems Authorized Distributor and Authorized System Integrator, 3Com Advanced Solution Provider.
В  ноябре 1996 года Plus Communications выступил соучредителем  ООО «Кроникс Плюс», оказывавшей  услуги интернет-провайдинга (де-факто с конца 1995 года) под торговой маркой Rinet. Не позднее августа 1995 года запущен веб-сайт компании по адресу Http://www.pluscom.ru/ один из первых сайтов коммерческих компаний в России.
По мнению менеджеров Cisco, в 1996 году компания Plus Communications являлась крупнейшим поставщиком «серого оборудования Cisco» на российском рынке. В 1998 году получила статус серебряного партнера Cisco; на тот момент в России только три компании имели такой статус (IBS Group и Микротест) и одна компания имела более высокий статус (АМТ-Груп).
В 1999 году компания Plus communications и Московский физико-технический институт открыли первую в России Локальную академию Cisco Systems. Обучение проводилось на территории офиса Plus communications по программе Cisco Networking Academy (CNA). В том же году была создана первая в России опытная MPLS-сеть
В 2000 году ООО «Плюс коммуникейшнс» становится Золотым партнером Cisco Systems. Деятельность компании широко освещалась в прессе. Владимир Смирнов, на тот момент заместитель генерального директора представительства компании Cisco Systems в России и странах СНГ сказал: «Компания Plus communications — один из лучших наших партнеров в России и одна из немногих компаний, которая с успехом продвигает на рынок весь спектр сетевых и телекоммуникационных решений Cisco Systems: для малого и среднего бизнеса, корпоративных сетей и сложнейших сетей операторов связи. Поэтому получение статуса Золотого Партнера этой компанией является логичным и закономерным достижением».
В 2001 году Cisco Systems присуждает Plus сommucations звание «Gold Partner of the Year» («Лучший золотой партнер года»).
В начале 2000-х, с приходом на рынок новых вендоров, компания приобретает новые партнерские статусы таких производителей как APC, Juniper, HP, Dell и др.
К 2004 году клиентами Plus сommunications являются такие компании как: ОАО МГТС, ОАО «Московская Сотовая Связь», компании «Мобильные ТелеСистемы», ОАО «Сименс», «Связьтранснефть», «Межрегиональный ТранзитТелеком» (МТТ) и другие.
В 2004 году открылось представительство Plus сommunications в Беларуси, в городе Минске.
Из проектов, реализованных на территории Беларуси, в прессе сообщалось о построении транспортной сети для ЗАО «БеСТ» (GSM-оператор «Белорусская сеть телекоммуникаций»).
По итогам года подведенным компанией Cisco в журнале «Cisco Magazine» #4 за 2008 год, Plus communications входит в список 18 золотых партнеров Cisco Systems в России наряду с компаниями КРОК, Nvision, Step logic, «Открытые технологии» и др.
По состоянию на 2011 год, Plus communications является партнером таких компаний как Cisco,, Sun, APC, Dell, Allot, Polycom, HP, TrippLite, CheckPoint и другие.

## Руководство
Директор — Илья Лосев

Заместитель директора — Андрей Ульянов

Заместитель директора по развитию — Борис Лосев

Технический директор — Андреев Вячеслав

Руководитель департамента сервиса — Артем Самойлов

Руководитель учебного центра — Александр Лилеин

## Деятельность
Основные виды работ и услуг:
- осуществление функций генерального проектировщика и генерального подрядчика;
- экспертиза объекта заказчика;
- разработка проекта структурированной кабельной системы (СКС);
- технологическое проектирование и сетевой дизайн;
- моделирование в лаборатории критически ответственных узлов системы;
- поставка оборудования и программного обеспечения;
- монтаж, запуск и настройка активного сетевого и телекоммуникационного оборудования;
- подготовка технической и эксплуатационной документации;
- обучение технического персонала заказчика;
- техническое сопровождение систем и информационное обслуживание персонала заказчика.

Компания осуществляет также:
- разработку инвестиционных и технико-экономических обоснований сетевых проектов, включая получение заключения государственных органов надзора.
- услуги по управлению проектами. Практикуются разные формы коммерческого кредитования, осуществляется поставка оборудования с использованием лизинговых схем.

## Рейтинги
- CNews100: Крупнейшие ИТ-компании России: 2002 год, 56 место[27]; 2003 год, 68 место[28]; 2004 год, 64е место[1]